# VSI Translation & Subtitling BV
VSI Amsterdam é fornecedora de serviços de legendagem, voice-over, tradução e pós-produção de legendas. nos setores de transmissão e comunicações corporativas.
VSI Amsterdam faz parte do VSI Group. Este grupo é composto por 21 estúdios e instalações de produção em todo o mundo.

## História
VSI Amsterdam foi criada em 2001 pelo diretor administrativo do VSI Group, Norman Dawood, e Ron van Broekhoven. A empresa tornou-se uma das principais empresas de legendagem e tradução da Holanda.
Em 2015, a VSI uniu forças com a Wim Pel Productions, uma empresa líder de pós-produção de áudio. Um ano depois, a VSI assumiu as atividades de edição e dublagem da Hoek & Sonépouse e introduziu o VSI Creative Services.
VSI Amsterdam possui escritórios e estúdios em Diemen (VSI Creative Services) e Hilversum (Translation & Subtitling BV), capital da mídia na Holanda.